# Herb gminy Szerzyny
Herb gminy Szerzyny – jeden z symboli gminy Szerzyny, ustanowiony 29 marca 2007.

## Wygląd i symbolika
Herb przedstawia na tarczy koloru czerwonego nad złotym trójwzgórzem (nawiązanie do Pogórza Ciężkowickiego) złoty półksiężyc i dwie gwiazdy nad nim, między nimi srebrna strzała (godło z herbu Sas), otoczone pięcioma srebrnymi różami (godło z herbu Ramułt). 